# 德玛瓦半岛

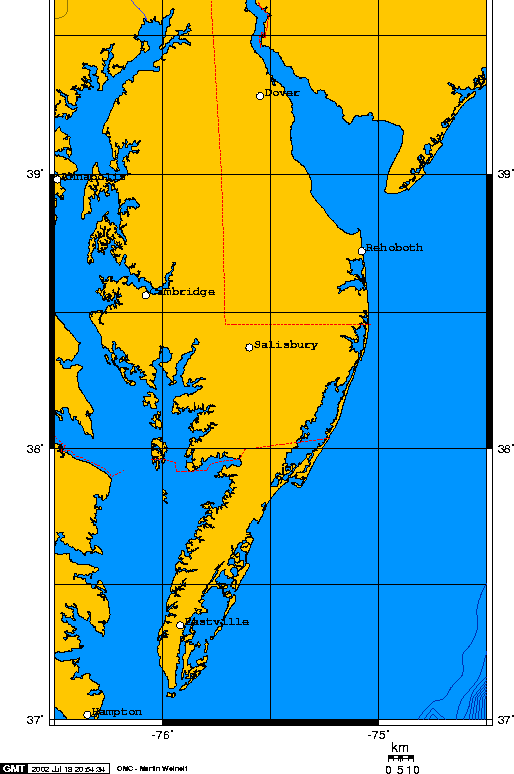
德玛瓦半岛的东北部为特拉华州，南端属弗吉尼亚州，其余部分属马里兰州

德玛瓦半岛（Delmarva Peninsula），美国东海岸一半岛，东为大西洋，西为切萨皮克湾，北由切萨皮克-特拉华运河与大陆为界。该半岛包括临近岛屿总面积为14127.044平方公里，人口681030人（2000年）。该半岛东北为特拉华州，南端属弗吉尼亚州，其余部分属马里兰州，其名称也是由这三个州名缩写而成。

## 地理

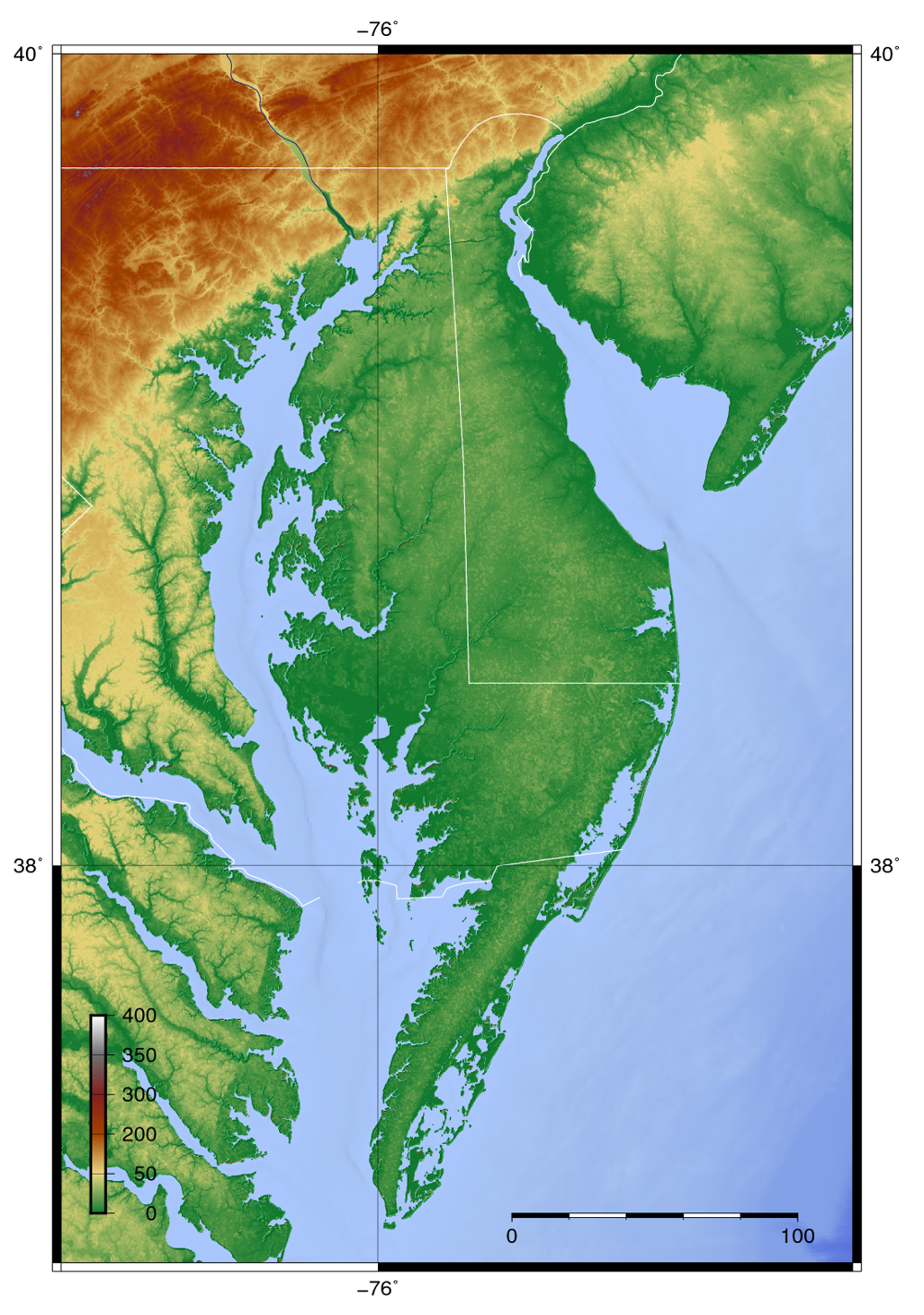
德玛瓦半岛測繪圖

半島北端有一地理分隔線分隔皮埃蒙特地區與由未壓密沉積岩組成的沿岸平原。在此分隔線上的城市有特拉华州的紐瓦克、威明頓與马里兰州的埃爾克頓。而本來與北美大陸連接的地峽在1829年後已被切萨皮克-特拉华运河分開，且有不同大橋連接運河兩岸，例如連接弗吉尼亞東海岸至漢普頓錨地的切薩皮克灣隧橋、連接马里兰東海岸至西海岸的切薩皮克灣大橋等。半島的其他交通方式還有特拉华州路易斯與新澤西州開普梅間的開普梅-路易斯渡輪航線。
半島人口最多的城市是特拉华州最大城市威爾明頓。
最南端則是弗吉尼亚北安普頓縣的査爾斯角。
整個德玛瓦半岛屬於大西洋沿岸平原的一部分，特點在其最高點只有102英尺（31.1）。

## 文化
因位處美國中大西洋州份與美國東南部的交界，故半島北部文化與其北面的賓夕凡尼亞州較接近、半島南部文化與美國南部較接近（故其更傾向保守主義）。

## 流行文化影響
透納廣播公司卡通頻道的曾在電視動畫史帝芬宇宙中創作一虛構州份「德玛瓦州」(State of Delmarva)，名字來源正是源自德玛瓦半岛。